# Sonoko Chiba
Sonoko Chiba (千葉 園子 Chiba Sonoko?,  nacido el 15 de junio de 1993 en Osaka) es una futbolista japonesa que jugaba como centrocampista.
Chiba jugó 5 veces para la selección femenina de fútbol de Japón entre 2016 y 2017.

## Trayectoria

### Clubes
| Club             | País  | Año    |
| ---------------- | ----- | ------ |
| AS Harima Albion | Japón | 2014 - |

### Selección nacional
| Selección | País  | Año         |
| --------- | ----- | ----------- |
| Absoluta  | Japón | 2016 - 2017 |

## Estadística de equipo nacional
| Selección femenina de fútbol de Japón | Selección femenina de fútbol de Japón | Selección femenina de fútbol de Japón |
| Año                                   | Partidos                              | Goles                                 |
| ------------------------------------- | ------------------------------------- | ------------------------------------- |
| 2016                                  | 3                                     | 0                                     |
| 2017                                  | 2                                     | 0                                     |
| Total                                 | 5                                     | 0                                     |